# Keetia gueinzii
Keetia gueinzii är en måreväxtart som först beskrevs av Otto Wilhelm Sonder, och fick sitt nu gällande namn av Diane Mary Bridson. Keetia gueinzii ingår i släktet Keetia och familjen måreväxter. Inga underarter finns listade i Catalogue of Life.